# IC 3801
IC 3801 је ознака објекта на координатама са ректансцензијом 12h 49m 0,7s и деклинацијом + 10° 57" 21'. Открио га је Арнолд Швасман, 7. септембра 1900. Каснијим посматрањима на том положају није уочен никакав астрономски објекат.